# Ствольно
Ствольно (пол. Stwolno, нім. Stolau) — село в Польщі, у гміні Равич Равицького повіту Великопольського воєводства.
Населення — 185 осіб (2011).
У 1975-1998 роках село належало до Лешненського воєводства.

## Демографія
Демографічна структура станом на 31 березня 2011 року:
|          | Загалом | Допрацездатний вік | Працездатний вік | Постпрацездатний вік |
| -------- | ------- | ------------------ | ---------------- | -------------------- |
| Чоловіки | 86      | 26                 | 55               | 5                    |
| Жінки    | 99      | 24                 | 63               | 12                   |
| Разом    | 185     | 50                 | 118              | 17                   |